# Philippinische Futsalnationalmannschaft
Die philippinische Futsalnationalmannschaft ist eine repräsentative Auswahl philippinischer Futsalspieler. Die Mannschaft vertritt den Philippine Football Federation den philippinischen Fußballverband  bei internationalen Begegnungen.

## Abschneiden bei Turnieren
Für Weltmeisterschaftsendrunden unter der Schirmherrschaft der FIFA qualifizierte sich die Nationalmannschaft Indonesiens bisher noch nicht.
An Asienmeisterschaften nahm das Team bisher dreimal teil. Die Mannschaft schied bisher,  immer in der Vorrunde aus.

### Futsal-Weltmeisterschaft
- 1989 – nicht teilgenommen
- 1992 – nicht teilgenommen
- 1996 – nicht qualifiziert
- 2000 – nicht teilgenommen
- 2004 – nicht qualifiziert
- 2008 – nicht teilgenommen
- 2012 – nicht qualifiziert
- 2016 – nicht qualifiziert
- 2021 – nicht teilgenommen
- 2024 – nicht teilgenommen

### Futsal-Asienmeisterschaft
- 1999 bis 2003 – nicht teilgenommen
- 2004 – Vorrunde
- 2005 – Vorrunde
- 2006 – nicht teilgenommen
- 2007 – Vorrunde
- 2008 – nicht teilgenommen
- 2010 bis 2016 – nicht qualifiziert
- 2018 – nicht teilgenommen
- 2022 – nicht teilgenommen
- 2024 – nicht teilgenommen

### Südostasienspiele
- 2007 – Gruppenphase
- 2011 – Gruppenphase
- 2013 bis 2021 – nicht teilgenommen